# Phytelepheae
Tribu
Synonymes
- sous-famille des Phytelephantoideae

Phytelepheae est une tribu de plantes de la sous-famille des Ceroxyloideae et de la famille des Arecaceae. Le taxon contient trois genres.

## Description
Palmiers dioïques, à stipe moyen à grands, acaules ou dressés, à inflorescences staminées ressemblant à des épis, tandis que les pistils sont ramifiés et étalés. Le fruit est généralement porté en grappes denses, chacune contenant de cinq à dix graines.

## Répartition
- Amérique du Sud

## Genres
- Ammandra, O. F. Cook
- Aphandra, Barfod
- Phytelephas, Ruiz & Pav.

## Publication originale
- Pavel Gorianinov, Characteres essentiales familiarum, ac tribuum regni vegetabilis et amphorganici ad leges tetractydis naturae conscripti accedit enumeratio generum magis notorum et organographiae supplementum, 1847, 301 p. (DOI 10.5962/bhl.title.7697, lire en ligne).